# Cambridge Circus, London
'Cambridge' Circus es un cruce de tráfico (anteriormente una rotonda) en el cruce de Shaftesbury Avenida y Charing Cross Carretera en Londres central. El cruce está situado aproximadamente hasta la mitad entre Tottenham estación de tubo de Carretera de Tribunal (en St Giles Circo) y Leicester Plaza.
El Palace Theater está localizado en el lado oeste del cruce.
En sus novelas de espionaje, el escritor John le Carré sitúa la sede ficticia del servicio británico de inteligencia exterior, el MI6, en edificios ubicados en Shaftesbury Avenue y Cambridge Circus, de lo que deriva que Le Carré apodó la sede del MI6 "El Circo". Gordon Corera de la BBC señala que la entrada descrita por Le Carré se parece más a la de 90 Charing Cross Road, justo al norte de Cambridge Circus. El MI6 real nunca ha ocupado locales en o cerca de Cambridge Circus.

## Lugares de rodaje
Cambridge Circus ha aparecido en:
- The League of Gentlemen 1960
- Tinker Tailor Soldier Spy 1979
- Match Point 2005
- Slumdog Millionaire 2008 (Una de las preguntas es sobre la ubicación de Cambridge Circus)